# RénoAssistance
 (septembre 2021).
RénoAssistance est une entreprise canadienne qui accompagne les propriétaires (résidentiels et commerciaux), les mettant en contact avec des entrepreneurs en rénovation afin qu'ils obtiennent des soumissions pour leur projet. Elle fait des enquêtes et des vérifications sur les entrepreneurs de son réseau. Il y aurait 800 experts qualifiés dans sa banque d'entrepreneurs. Elle a son siège social à Laval, Québec, Canada. Elle a été fondée en 2010 par Eric Périgny, un propriétaire immobilier diplômé de HEC Montréal, qui s'était fait arnaquer par des entrepreneurs malhonnêtes.
RénoAssistance a développé un Indice de confiance de l'entrepreneur qui permet d'évaluer le risque de défaillance d'un entrepreneur, à la manière des cotes des agences de crédit. Elle envoie à ses clients un rapport de vérification pour les entrepreneurs qu'elle recommande.
Elle propose aussi Réno-Inspiration, une application sur son site web permettant de s'inspirer de projets réels avec le prix payé par les clients,.
Elle offre ses services au Québec et en Ontario (Toronto et Ottawa).

## Historique
(juin 2018).
- 2010 Fondation de l'entreprise [1],[3]
- 2014 Selon TVA Nouvelles, 25 000 clients ont eu recours au service[8]
- 2015 (février) L'entreprise lance l'Indice de Confiance de l'Entrepreneur, un rapport de vérification et un outil interne MatchParfait[3]
- 2015 (février) L'entreprise fait un coup d'éclat publicitaire en installant une publicité géante à l'Ilôt Voyageur à Montréal, un emblématique fiasco immobilier [9]
- 2017 (juin) Lancement de l'outil Réno-Inspiration [6],[7]
- 2020 Le Mouvement Desjardins devient l’actionnaire majoritaire de RénoAssistance[10]